# Maxtlatl
Pour l’article homonyme, voir Maxtla.

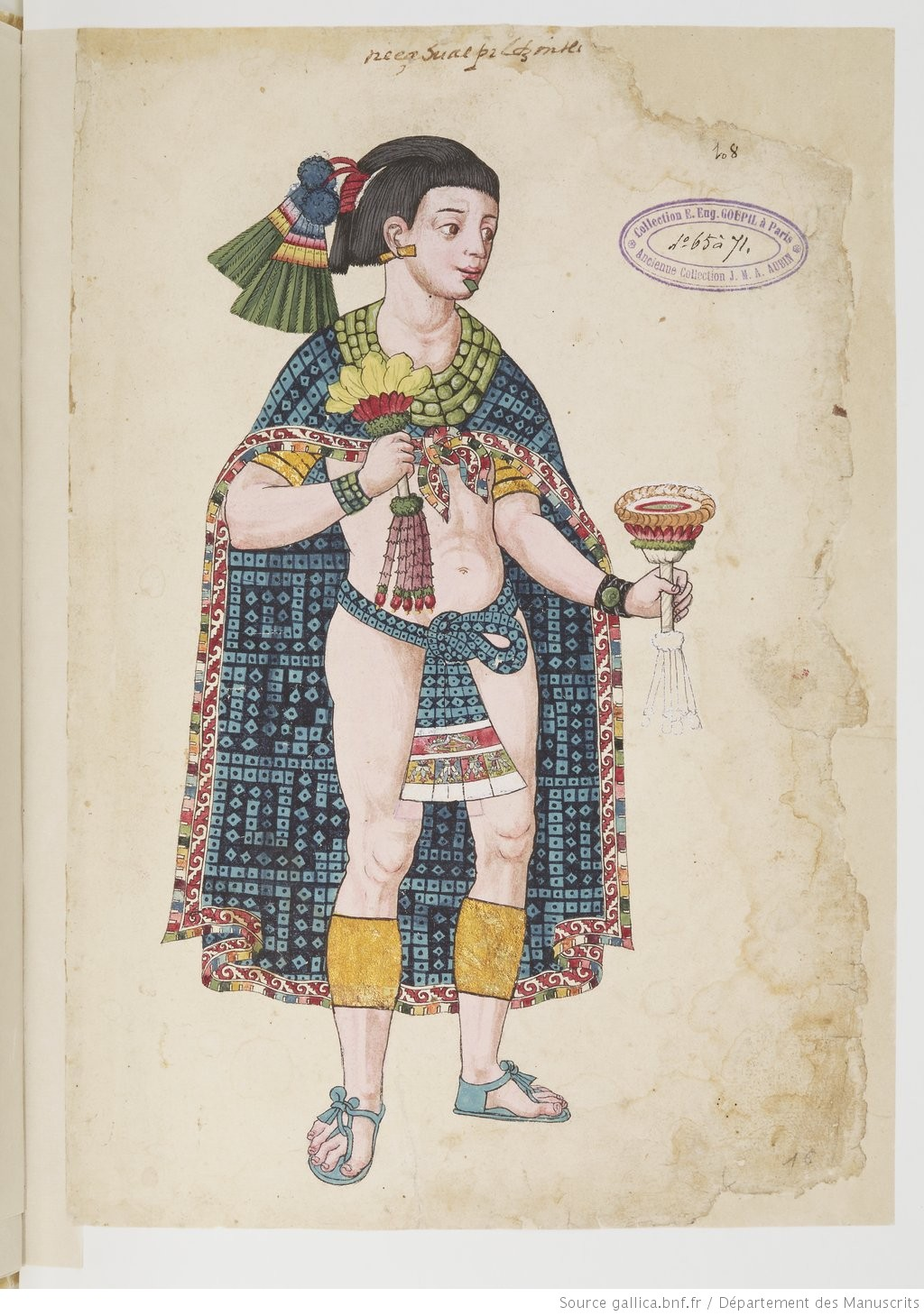
Nezahualpilli, tlatoani de Texcoco, portant un maxtlatl à la taille (Codex Ixtlilxochitl).

Le Maxtlatl (ou tlalpilli) est le nom nahuatl du pagne utilisé comme cache-sexe par les hommes et les garçons en Mésoamérique, notamment chez les Aztèques.

## Usage
Le maxtlatl est porté par tous les individus de sexe masculin à partir de l’âge de 13 ans. Selon le rang du porteur, le pagne peut être composé de diverses fibres végétales : le tissu est fait de fibres de yucca ou de palmier pour les gens du commun, de coton pour les classes plus élevées, selon les lois en vigueur. 
Le pagne pouvait être noué de deux façons : avec un nœud décoratif sur l’avant, au niveau du bas-ventre, ou avec les deux extrémités retombant l’une dans le dos et l’autre par devant. Le vêtement est le plus souvent blanc, et ceux des dignitaires se distinguent par des broderies ou des franges à ses extrémités. Dans certaines régions, les hautes classes portent des pagnes de couleur, rouge dans la région de Puebla-Tlaxcala, où il prend alors le nom de nochpalmaxtlatl, ou bleu dans la région de Mexico.